# اللغفية
اللغفية هي بلدة تقع غرب منطقة القصيم وتتبع لمحافظة النبهانية.

## التاريخ
تأسست على يد الشيخ جزاء بن حسن أبا الشيوخ وقومه الآشدة من بني عمرو من حرب عام 1349هـ الموافق عام 1931م وقد ذكرت بكتاب (معجم بلاد القصيم) لمحمد بن ناصر العبودي. ويقع قريب من اللغفية قبر الفارس الأمير المشهور «ابالروس» محمد بن عقاب الذويبي وأيضا وباللغفية نقوش وأثار تاريخية ربما تعود إلى عدة قرون ومن هذه الاثار ادوات فخاريه تعتبر موقع يحتضن الطبيعة حيث تم إنشاء إدارة للحماية الفطريه باللغفية يختص بحماية الغطاء النباتي بعريق اللغفيه ومحاربة التصحر وكذلك الحفاظ على الحيوانات البرية من الانقراض.

## السكان
ويبلغ عدد سكان اللغفية حوالي 1000 نسمة وسكانها هم الأشدة من بني عمرو من حرب.

## الموقع الجغرافي
يقع مركز اللغفية غرب منطقة القصيم ويبعد عن مدينة بريدة حوالي 177 كم. وتبعد عن محافظة عقلة الصقور بحوالي 100 كم. وتبعد عن محافظة النبهانية 83 كم.

## المناخ
المناخ قاري صحراوي، حار جاف صيفًا بارد مُمطر شتاء، وتبلغ درجة الحرارة صيفًا 45°م، وفي الشتاء تصل 3- ما دون الصفر ومتوسط سقوط المطر 145 ملم.